# トム・エヴァンズ (ミュージシャン)
トム・エヴァンズ（Tom Evans、1947年6月5日 - 1983年11月19日）は、イギリスのロック・アーティスト。悲運のバンドとして名高い「バッドフィンガー」のメンバーである。

## 生い立ち
イングランドのリバプールに生まれる。1961年に「インビティーンズ」に参加して音楽活動を開始。キャバーン・クラブの常連となり、ビートルズが昼時のショウで演奏するのを眺めていた。やがてリバプールのモッズ・グループ「カルダーストーンズ」に参加。1967年に、欠員を募集していたウェールズのバンド「アイヴィーズ」にスカウトされ、仲間になってロンドンに上京するよう直ちに要求されると、すぐさまそれに従った。
エヴァンズは、シンガーソングライターとしてアイヴィーズの主要な楽曲提供者となり、グループの人員やステージ上でのハーモニーを充実させるのにも一役買った。アイヴィーズが1968年にビートルズのアップル・レコードと契約すると、デビュー・シングルはエヴァンズの楽曲「メイビー・トゥモロウ」が採用された。このレコードは米国ビルボードの67位に入ったが、イギリス国内ではチャート入りすることができなかった。ただしいくつかのヨーロッパの市場では、トップテン入りを果たしている。

## バッドフィンガーとして
1969年にアイヴィーズはバッドフィンガーに改名し、ポール・マッカートニーの楽曲提供（「マジック・クリスチャンのテーマ」）とプロデュースという後ろ楯を得た。「マジック・クリスチャンのテーマ」は、リンゴ・スターとピーター・セラーズが共演した映画『マジック・クリスチャン』のテーマ曲に採用されており、マッカートニーはオーディションの末に、同郷のエヴァンズをリードボーカルに決めた。「マジック・クリスチャンのテーマ」こと「カム・アンド・ゲット・イット」は、世界中でトップテン入りを果たした。
バンドは1970年代初頭にさらなる躍進を続け、「嵐の恋」や「デイ・アフター・デイ」「ベイビー・ブルー」といったシングルは、それぞれエヴァンズの魅惑的な声を際立たせていた。リンゴ・スターのヒット曲「明日への願い」のセッションにもエヴァンズが参加している。だがエヴァンズが絶頂を極めた瞬間は、ピート・ハムと合作した史上最高のバラードの定番の一つ、「ウィズアウト・ユー」のコーラスの作詞作曲であった。「ウィズアウト・ユー」は、ニルソンのカバーで1位を獲得すると、それ以降、多くの歌手によってカバーされ、スタンダードの楽曲となった。
バッドフィンガーは、ハムが1975年に自殺すると不和になり、その後、エヴァンズは他のメンバーであるボブ・ジャクソンと、ドジャーズに加わった。終いにエヴァンズはバンドから出て行くように頼まれて、一時的に音楽業界から引退したこともあった。1977年に業界に復帰すると、ジョーイ・モーランドらに加わって、2枚のバッドフィンガー「復帰作」のアルバムを発表している。2枚目のアルバム『セイ・ノー・モア』からは、エヴァンズの楽曲「ホールド・オン」がシングル・カットされ、1981年にビルボードの56位にチャート・インを果たした。エヴァンズとモランドは、『セイ・ノー・モア』が発売されると別々の道を行くようになり、それぞれのバンドが米国ツアーで「バッドフィンガー」の名を競い合うという始末であった。
1982年にボブ・ジャクソンがエヴァンズのバッドフィンガーに加入し、元々のバッドフィンガーのドラマーであったマイク・ギビンズもエヴァンズのバンドのツアーに参加した。だがエヴァンズとジャクソンが、無分別にも個別にミルウォーキーの実業家とマネジメントの契約を結んでから、いざ3人で渡米してみると、出演契約は破られ、食事も金銭も提供されず、物質的な困窮を余儀なくされたままアメリカで立ち往生してしまう。ギビンズとジャクソンは帰国すると、損害賠償を求めて訴訟を起こし、エヴァンズがアップル時代からの過去の著作権も売り飛ばしてしまったと訴えた。莫迦げたことに、エヴァンズに500万ドルもの法外な請求をしたのである。

## 最期
エヴァンズは、1983年11月18日の夕方ずっと、「ウィズアウト・ユー」の印税の取り分の可能性をめぐって、ジョーイ・モーランドと電話で激しく言い争った。「ウィズアウト・ユー」が放送された時の使用料は、積み立てられてASCAPからエヴァンズに支払われており、その他のアップル・コア社が保持している潜在的な版権は、バッドフィンガーのメンバー同士やマネージャーのビル・コリンズとの間で争われたまま、解決が先延ばしにされていたのであった。
翌朝11月19日、エヴァンズは変わり果てた姿で発見された。自宅裏庭の柳の木で首吊り自殺を図ったのである。申し立てによると遺書は残されていなかったというが、遺族や友人たちは、モーランドや元マネージャーのコリンズ、元メンバーのギビンズと係争中の、印税をめぐる軋轢に加えて、今後の暮らしが脅かされると脅威に感じたアメリカの一件がからんで、打ちのめされたのではないかと推測している。
だがエヴァンズが憂鬱になった主要因は、多くの知人や遺族が示唆するように、かつてのバンド仲間のピート・ハムの自殺から、決して立ち直ることができなかったことにある。未亡人のマリアンヌはドキュメンタリー番組の中で「トミーは言ってたわ。『ピートがいる所に行きたいよ、あそこはここよりもいい場所だ』って」と述べている。息子のスティーヴンは遺児となった。
エヴァンズが1980年代初頭に友人のロッド・ローチと録音した演奏は、1993年に『Over You: The Final Tracks』のタイトルで遺作のCDとしてイギリス国内で発売された。

## ディスコグラフィ

### ソロ・アルバム
- Over You: The Final Tracks (1993年) ※with ロッド・ローチ

ゲスト参加した作品
- 『バングラデシュ・コンサート』 - The Concert for Bangladesh (コンサート、アルバム、映画)
- 『オール・シングス・マスト・パス』 - All Things Must Pass by ジョージ・ハリスン (アルバム)
- 「明日への願い」- "It Don't Come Easy" by リンゴ・スター (シングル)
- 『イマジン』 - Imagine by ジョン・レノン (アルバム)